# Štěpánčin park (Prachatice)
Štěpánčin park je veřejný park na jihozápadním okraji městské památkové rezervace Prachatice.

## Popis a historie
Jde o nejstarší park ve městě nacházející se západně od křižovatky ulic Zlatá stezka, Hradební  a Solní  v nadmořské výšce cca 574 m n. m. Byl pojmenován po nevěstě rakousko-uherského korunního prince Rudolfa, belgické princezně Stefanii, a otevřen roku 1881.
Za vybudováním parku stál místní okrašlovací spolek. Vznikl díky přibývajícímu volnému času obyvatel a jejich narůstajícímu zájmu o kulturní vyžití za bývalou
Pasovskou bránou v místech, kde se dříve rozkládal rybník, který v dobách nebezpečí napájel vodou příkop, a využíval se pro odpočinek a procházky. Parkem vede řada pěších tras, ať vybudovaných plánovaně či vzniklých spíše intuitivně.

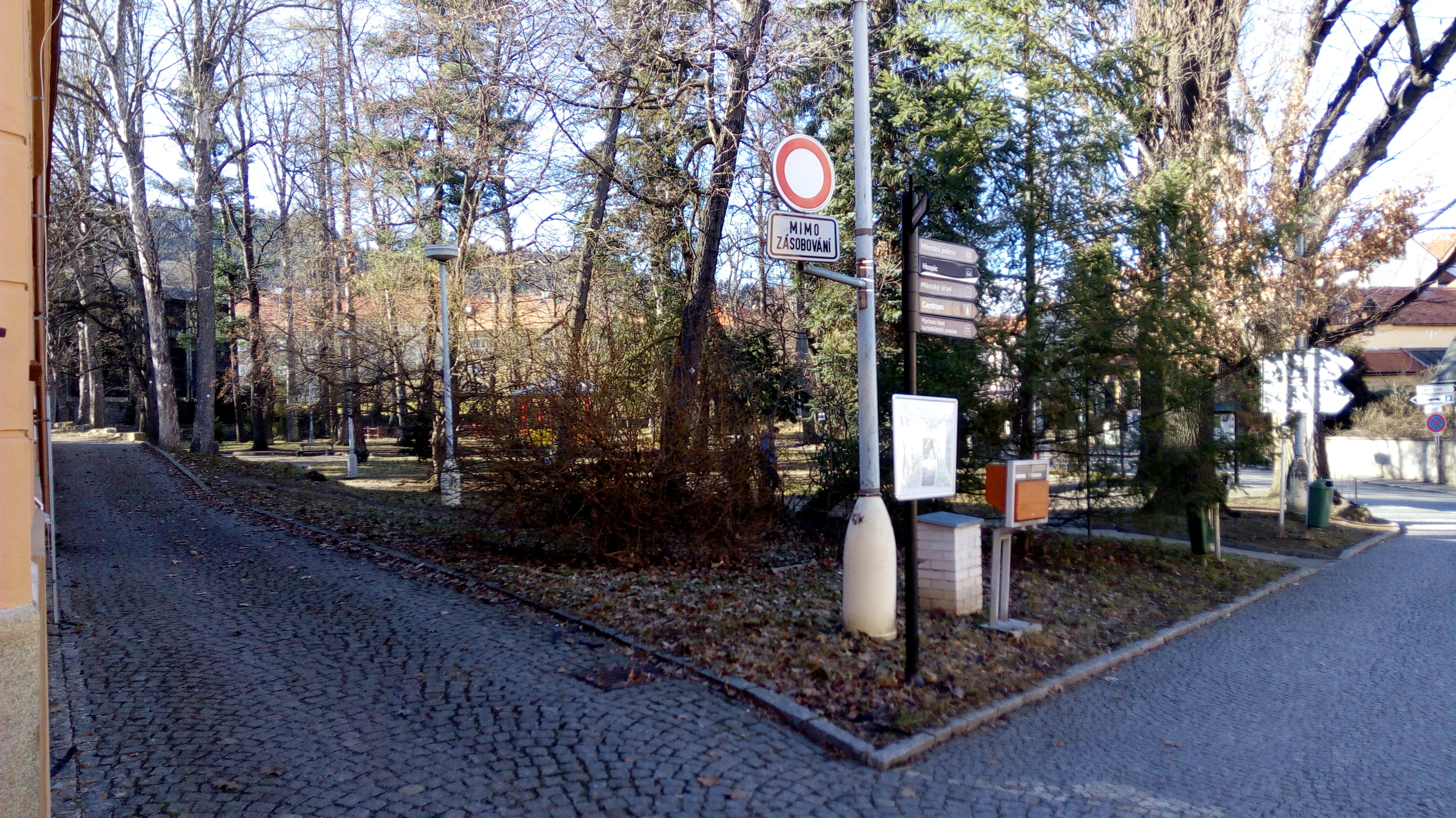
Jižní okraj parku

V době založení jej ohrazoval železný plot, který byl odstraněn až v polovině 20. století, a jeho součástí byla dřevěná besídka. Altánek byl zničen v roce 2013 při pádu stromu během vichřice a na jeho místě byla o půl roku později postavena replika, která byla financována z peněz získaných za pojistnou událost i z prostředků města.

## Okolní budovy

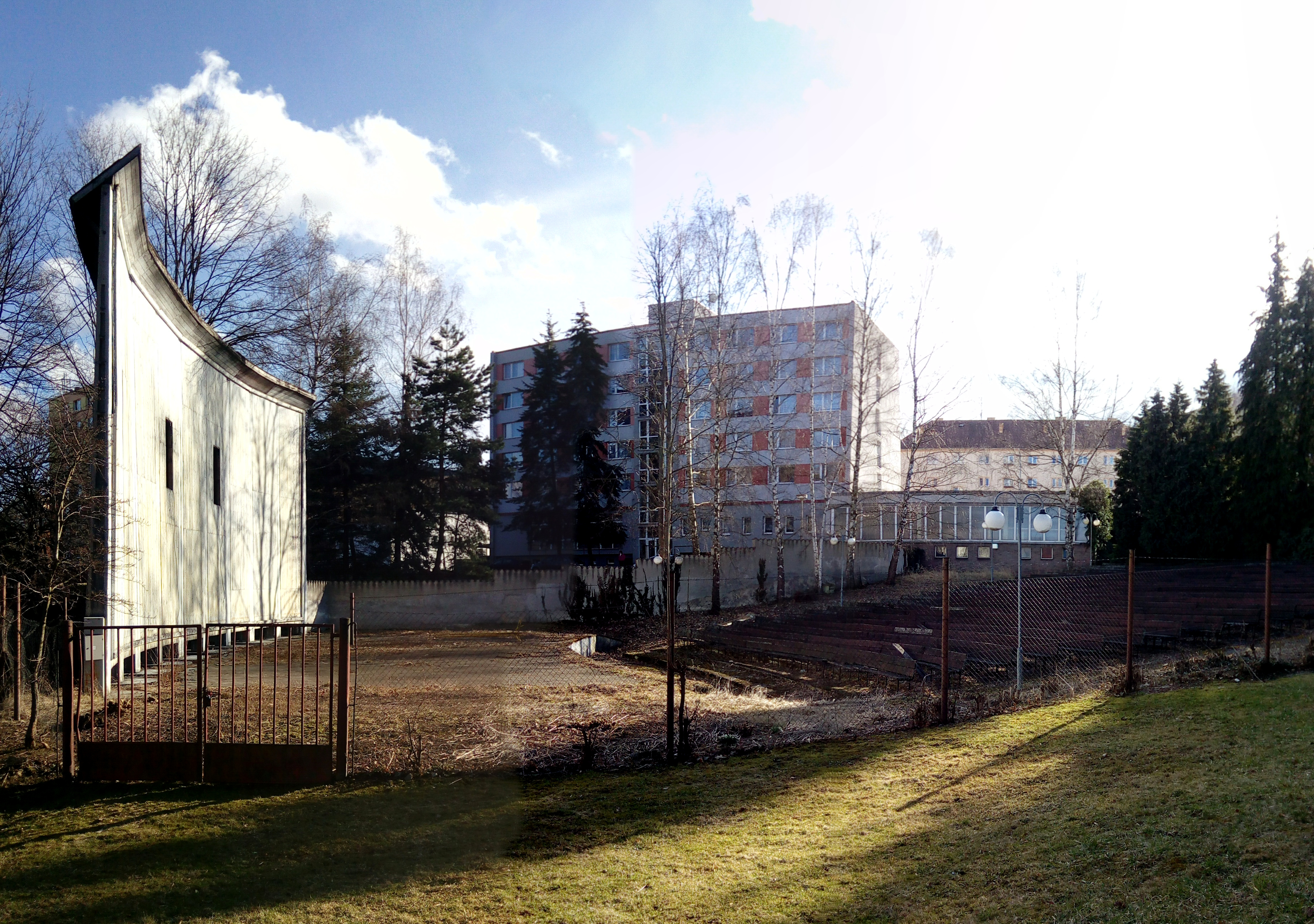
Letní kino

V okolí parku vyrostlo několik nových budov. V bezprostřední blízkosti parku byl v letech 1953–1955 vystavěn komplex 122 bytů, roku 1962 vznikla jižně od parku třípatrová obytná budova a také se začala plánovat výstavba letního kina. V roce 2018 město získalo stavební povolení pro jeho rekonstrukci.

## Flóra
Prostranství Štěpánčina parku je osázeno jehličnatými i listnatými dřevinami. Mezi zajímavé dřeviny v něm vysazené ve patří dřezovec trojtrnný, dub červený, jinan dvoulaločný nebo dřín obecný.

## Zajímavosti
- Roku 1998 byla na jižní hranici parku umístěna úvodní informační tabule naučné Zlaté stezky.[2]
- V roce 2017 se součástí parku stal tzv. hmatový chodníček z různorodého přírodního materiálu, sloužící při chůzi naboso k reflexní terapii i prosté zážitkové chůzi.[7][8]
- Během tradičních městských Slavností solné Zlaté stezky v parku hrávají dechové kapely.[9]
- Park je využíván také k farmářským trhům.[10]

## Revitalizace parku
Rada města Prachatice vyhlásila 13. března 2017 architektonickou soutěž o návrh revitalizace Štěpánčina parku a ploch, které na něj navazují. Cílem bylo navrhnout funkční, uživatelsky přívětivý, plnohodnotný veřejný městský prostor a zlepšit pěší propojení do navazujícího území. Dne 8. ledna 2018 schválila Rada města Prachatice zadání zpracování projektové přípravy revitalizace parku.  Projektová dokumentace pro provedení stavby byla dokončena v roce 2019. Dne 13. března 2023 byl revitalizovaný Štěpánčin park otevřen a předán do užívání občanům.